# Dix-sept Ans de captivité
Pour plus de détails, voir Fiche technique et Distribution.
Dix-sept Ans de captivité  (en anglais : Stockholm, Pennsylvania) est un film dramatique américain écrit et réalisé par Nikole Beckwith et sorti en 2015.
Le scénario du film est inspiré par l'histoire véridique de Natascha Kampusch, enlevée et détenue pendant huit ans dans le sous-sol de la maison de son ravisseur.

## Synopsis
Leia, une jeune femme âgée de 21 ans, est retrouvée par la police, après dix-sept ans de captivité passés dans une cave. Son ravisseur, Benjamin, est aussitôt incarcéré. Leia retrouve ses parents, sa maison, mais elle n'a plus aucun souvenir d'eux, ni de l'endroit où elle a vécu. Malgré les attentions de ses proches et l'aide psychologique qui lui est apportée, Leia ne parvient pas à retrouver ses marques. Secrètement, elle découpe toutes les coupures de presse consacrées à Ben, qui a été son seul compagnon durant tant d'années. Paradoxalement, elle continue d'éprouver des sentiments pour lui et ne parvient pas à s'attacher à ses parents

## Fiche technique
- Réalisation et scénario : Nikole Beckwith
- Sociétés de production : Fido Features (présente), Olympus Pictures (en association avec)
- Durée : 99 minutes
- Dates de sortie :
  - États-Unis : 23 janvier 2015 (Festival du film de Sundance)
  - États-Unis : 2 mai 2015
  - Suède : 11 novembre 2015 (Festival international du film de Stockholm)

## Distribution
- Saoirse Ronan (VF : Leslie Lipkins) : Leia Dargon
  - Avery Phillips (VF : Leslie Lipkins) : Leia, âgée de 7 ans
  - Hana Hayes (VF : Leslie Lipkins) : Leia, âgée de 12 ans
- Cynthia Nixon (VF : Marie-Frédérique Habert) : Marcy Dargon
- Jason Isaacs (VF : Jérôme Keen) : Benjamin McKay
- David Warshofsky (VF : Gérard Darier) : Glen Dargon
- Rosalind Chao (VF : Yumi Fujimori) : Dr Andrews
- Tom Wright (en) (VF : Thierry Desroses) : l'inspecteur Timms
- Rob Yang : M. Henry

 Source et légende : version française (VF) sur RS Doublage

## Accueil
Le film a été diffusé le 9 mai 2015 sur Lifetime.
Lors de sa première diffusion télévisée, le film a été vu par 1,408 million de téléspectateurs.